# Фрасо (Верчели)
Фрасо је насеље у Италији у округу Верчели, региону Пијемонт.
Према процени из 2011. у насељу је живело 15 становника. Насеље се налази на надморској висини од 988 м.